# Do That There
Do That There (in italiano: Fallo qui) è una canzone del rapper statunitense Yung Berg presente nell'album di debutto Look What You Made Me. È stata prodotta da Chief Xcel del gruppo Blackalicious e vede la partecipazione del duo Dude 'n' Nem.
Originariamente prevista come secondo singolo ufficiale estratto dall'album, è poi diventata uno "street single" al fine di promozione dell'album visti i modestissimi risultati ottenuti nelle charts, mentre The Business è diventato il secondo singolo.

## Informazioni
Do That There campiona un verso del singolo Watch My Feet degli stessi Dude 'n' Nem (accreditati come detto per il loro featuring) nel ritornello.
L'intro della canzone è invece un dissing diretto da Berg al rapper Bow Wow.
La canzone resta il singolo di Yung Berg ad avere avuto meno successo fra quelli dell'album. Ha raggiunto solo risultati quasi inesistenti nella Hot R&B/Hip-Hop Songs, non riuscendo a classificarsi nelle altre principali charts di Billboard.

## Videoclip
È disponibile un videoclip, girato interamente in bianco e nero.